# Sarah Bouyain
Sarah Bouyain, född 1968 är en fransk-burkinsk författare och filmregissör.
Bouyain föddes i Reims, Marne, i Frankrike. Hennes mor var fransyska och hennes far var fransk-burkinsk och studerade i Frankrike.
Efter att ha läst matematik började Bouyain studera kinematografi vid Louis Lumière School of Cinematography. Hon var kameraman vid ett flertal filmer innan hon själv 1997 fick sitt första uppdrag som regissör.
Novellsamlingen Metisse façon skrev Bouyain efter att ha studerat sina afrikanska rötter i Burkina Faso. Hon hade studerat historien kring Övre Volta, som Burkina Faso hette som koloni, och också först som självständig stat. Persongalleriet i Metisse façon är baserat på barn som föddes av afrikanska kvinnor med franska soldater som fäder och som tvingades leva på hem för föräldralösa barn.
Bouyains första spelfilm hette Notre Étrangère ("The Place In Between"). Den hade premiär 2010 vid Toronto International Film Festival och recenserades positivt av THR (The Hollywood Reporter).
Bouyain är inte utgiven på svenska.

## Filmografi

### Regissör
- Niararaye (1997)
- Les enfants du Blanc (dokumentär, 2000)
- Notre Étrangère ("The Place In Between", 2010) [6]

### Kameraarbete
- Avgångsklassen (originaltitel Terminale, 1998)
- Sucre amer (1998)
- Léon (1994)
- Le cri du coeur (1994) [6]